# 五十崎駅

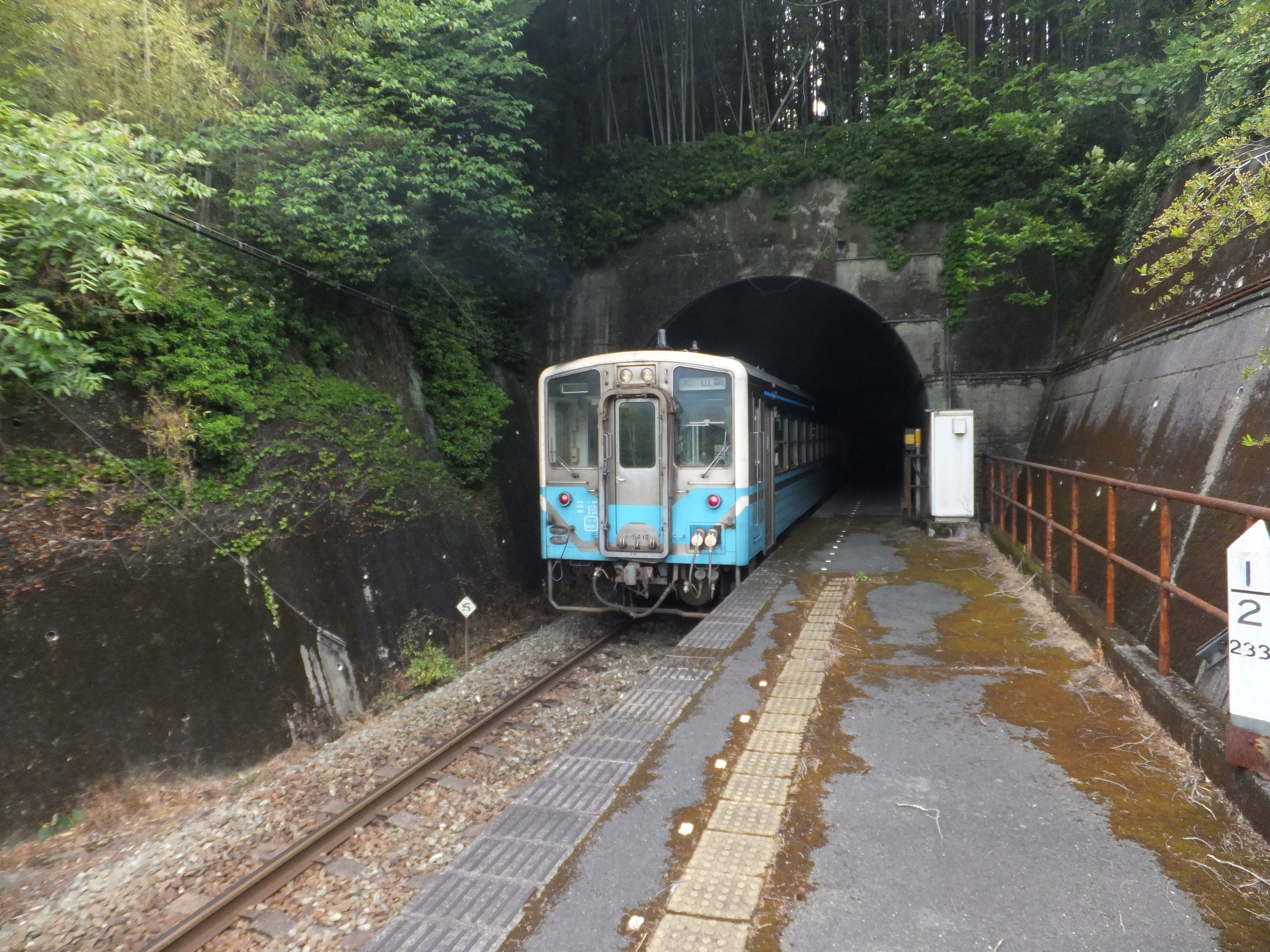
ホーム（2020年5月、一部がトンネル内にある）

五十崎駅（いかざきえき）は、愛媛県喜多郡内子町五十崎にある四国旅客鉄道（JR四国）内子線の駅である。駅番号はU11。

## 歴史
1920年に愛媛鉄道の駅として開業した時点の当駅は、旧五十崎町中心部の北側、現在の内子五十崎インターチェンジ南西の、松山自動車道と国道56号との立体交差地付近にあった。旧駅の位置は、現・五十崎駅より現・内子駅からの方が距離が近い。1986年の予讃線向井原 - 内子間（建設時名称は内山線）の開業に際して約1.6km西の現在地に移転した。

### 年表
- 1920年（大正9年）5月1日：開業[3][4]。
- 1933年（昭和8年）10月1日：愛媛鉄道の国有化により、国有鉄道の駅となる[4]。
- 1962年（昭和37年）9月25日：貨物取扱廃止[3]。
- 1964年（昭和39年）4月1日：業務委託駅となる[5]。
- 1971年（昭和46年）11月8日：荷物扱い廃止[6]。無人駅となる[7]。
- 1986年（昭和61年）3月3日：予讃線新線の開業と共に現在地に移転[3]。
- 1987年（昭和62年）4月1日：国鉄分割民営化により、JR四国の駅となる[3]。

## 駅構造
単式ホーム1面1線を有する地上駅。無人駅。ホームの一部（内子側）が五十崎トンネルの中にある。

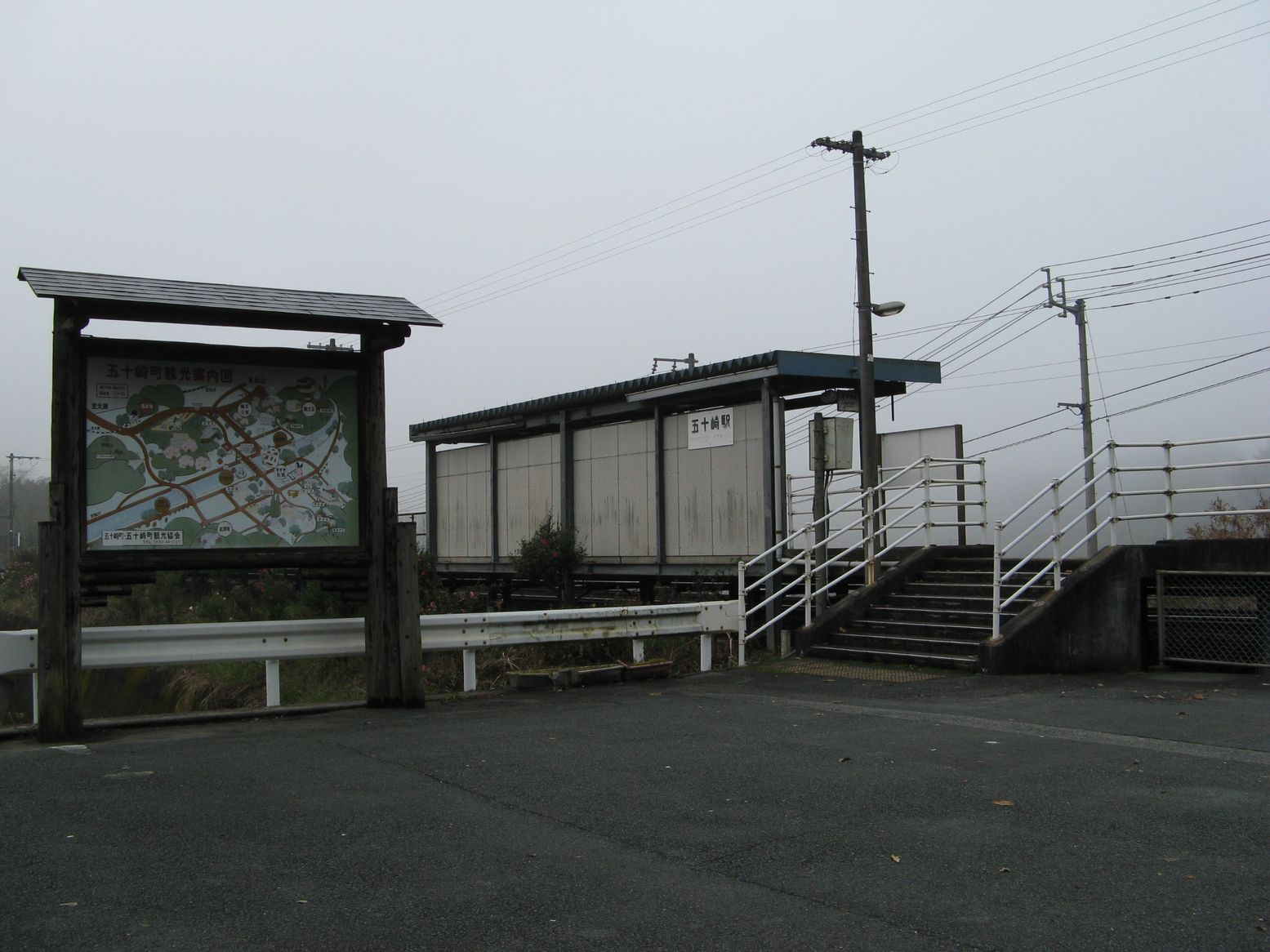
駅前（2008年12月）
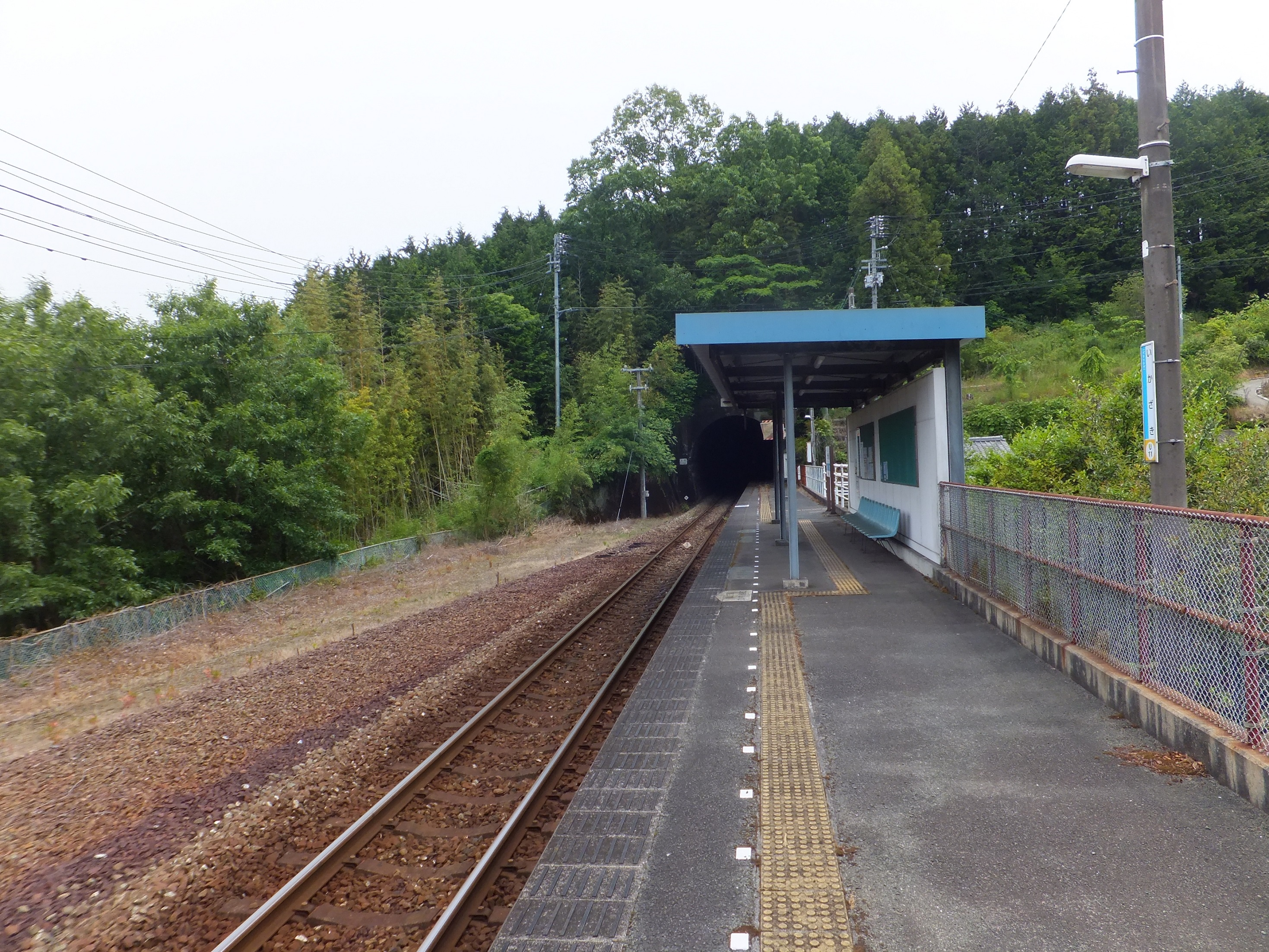
上り（内子駅）方向を見る（2020年5月）
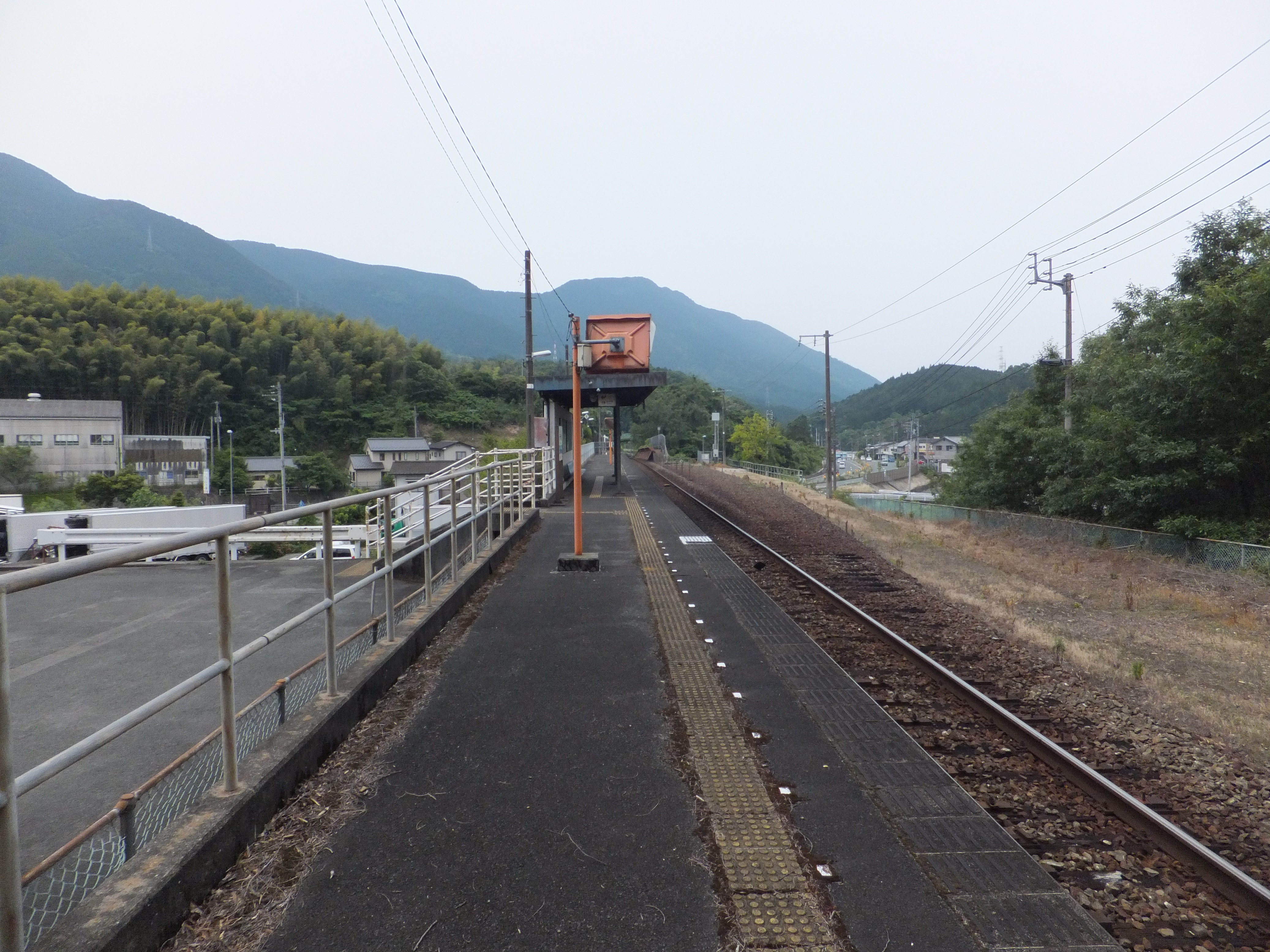
下り（喜多山駅）方向を見る（2020年5月）
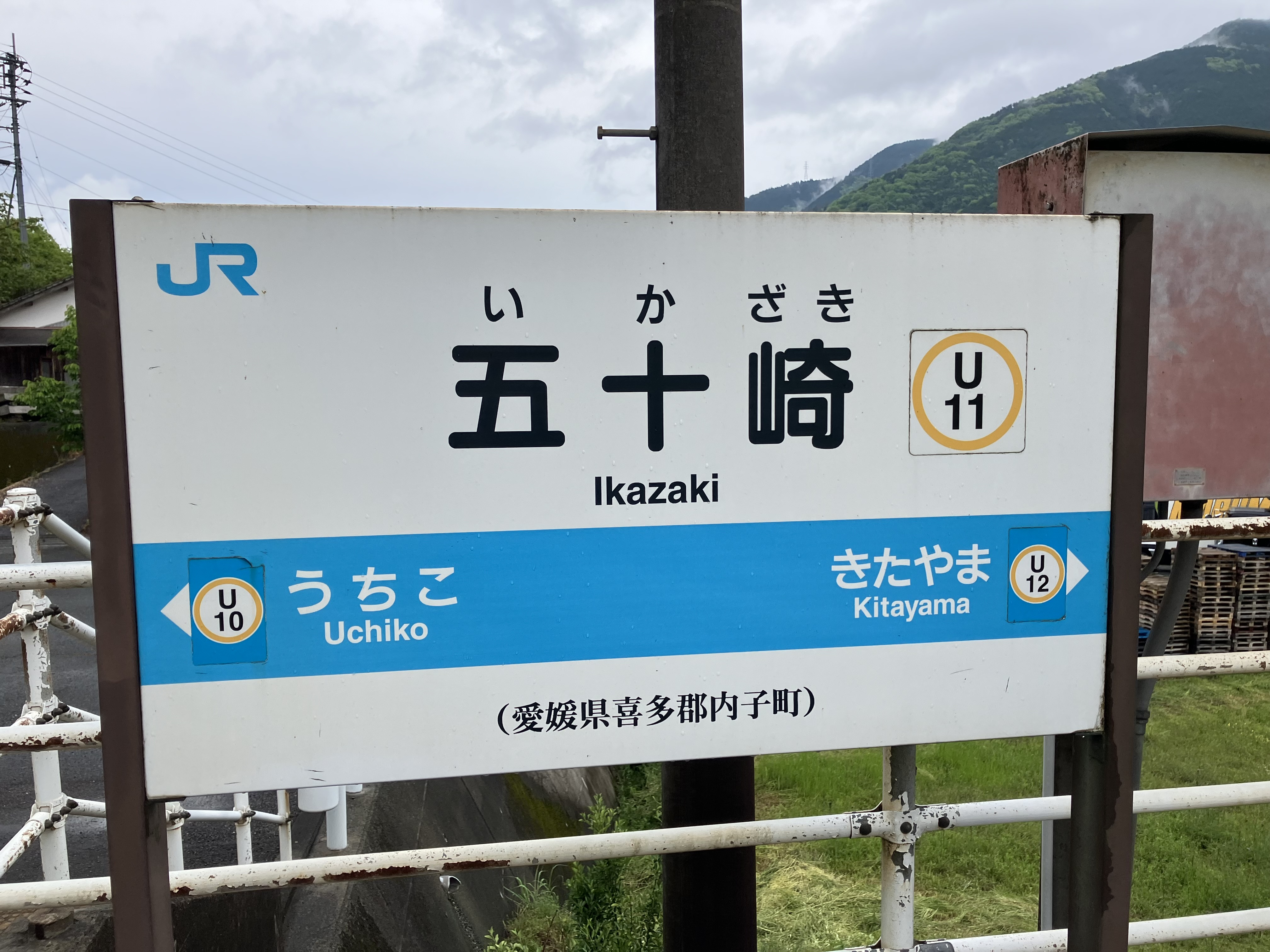
駅名標（2025年4月）

## 利用状況
| 1日乗降人員推移 | 1日乗降人員推移 |
| 年度            | 1日平均人数     |
| --------------- | --------------- |
| 2011年          | 4               |
| 2012年          | 4               |
| 2013年          |                 |
| 2014年          | 2               |
| 2015年          | 4               |

## 駅周辺
駅移転により旧五十崎町の中心地へは遠くなった。現・内子町庁舎（合併前の五十崎町庁舎）へも距離がある。
- 国道56号

## その他
ローマ字表記では「IKAZAKI」であり、ローマ字による回文駅名である。

## 隣の駅
四国旅客鉄道（JR四国）
■内子線
内子駅 - 五十崎駅 - 喜多山駅